# Hoaprox
Nguyễn Thái Hòa (sinh ngày 31 tháng 5 năm 1997), thường được biết với nghệ danh Hoaprox, là một nam nhạc sĩ, DJ kiêm nhà sản xuất thu âm người Việt Nam. Anh được biết đến khi là thành viên trong đội Bảo Thy giành ngôi quán quân trong mùa thứ ba của chương trình Hòa âm ánh sáng.
Ca khúc “I Can’t Find You” của anh nằm ngay vị trí đầu tiên trong album "Electric Asia Vol.2: The Best New Hit from Asia" được phát hành bởi Billboard năm 2018. Bản nhạc “Ngẫu Hứng” đạt hơn 3 tỷ lượt streams trên nền tảng nghe nhạc NETEASE của Trung Quốc với hàng triệu lượt stream từ các nền tảng khác nhau. Tháng 7 năm 2019, anh chính thức ký hợp đồng với hãng thu âm EDM lớn nhất thế giới là Spinnin’ Records.

## Tiểu sử (cuộc đời và sự nghiệp)

### 1997-2015: Thuở niên thiếu và bước ngoặt sự nghiệp
Hoaprox có tên đầy đủ là Nguyễn Thái Hòa (sinh ngày 31 tháng 5 năm 1997), được sinh ra tại thành phố Đà Lạt, tỉnh Lâm Đồng. Dù không xuất thân từ gia đình có truyền thống nghệ thuật nhưng từ năm 14 tuổi, niềm đam mê âm nhạc đã bắt đầu cháy trong máu của anh. Từ đó anh dành phần lớn thời gian trên máy tính để tìm tòi để khám phá và tìm hiểu về âm nhạc. Anh bắt đầu sản xuất âm nhạc từ năm 15 tuổi. Chỉ hai năm sau, Hoaprox bắt đầu hoạt động âm nhạc như một tài năng trẻ đầy thực lực, có ảnh hưởng lớn và là cầu nối âm nhạc giữa Việt Nam và quốc tế thông qua các sản phẩm âm nhạc và các show diễn tầm cỡ.
Năm 2015, Hoaprox tự sáng tác, sản xuất và chia sẻ ca khúc “Ngẫu Hứng” lên kênh YouTube của mình và được mọi người đón nhận nhiệt tình. Chính bản thân Hoaprox cũng không ngờ chỉ không ít lâu sau đó, “Ngẫu Hứng” trở thành một hiện tượng âm nhạc mang tính quốc tế và giúp anh gặt hái được nhiều thành tựu trong sự nghiệp của mình.
Thuở niên thiếu ước mơ lớn nhất của anh không phải về âm nhạc mà là lập trình viên. Vì vậy, anh đã thi đậu vào khoa Toán tin trường Đại học Khoa học tự nhiên. Tuy nhiên cơ hội âm nhạc bắt đầu ập tới với anh, song cũng ngay lúc đó con đường học tập của anh đang lúc rộng mở. Điều này khiến anh phải suy nghĩ nhiều nhưng Hoaprox vẫn chọn âm nhạc và cân bằng với con đường học vấn của mình.
Ngoài sáng tác những sản phẩm âm nhạc theo phong cách riêng của mình, Hoaprox nổi lên như một hiện tượng khi remix lại các bài hát/câu nói trên mạng xã hội theo cách rất độc đáo và bắt tai, góp phần làm hot những trào lưu mới cho cộng đồng mạng như bài hát “Đẹp trai thì mới có nhiều đứa yêu”, “Yêu 5”, “Bùa Yêu”, “Đưa nhau đi trốn”, “Pen Pineapple Apple Pen”,v.v...

### 2016-2017: Chuẩn bị bước tiến dài trong sự nghiệp
Năm 2016, kênh YouTube chính thức của Hoaprox nhanh chóng thu hút hàng trăm nghìn lượt đăng ký theo dõi và sớm đạt Nút Bạc (dành cho những kênh đạt 100.000 lượt đăng ký theo dõi). Hiện kênh đã đạt hơn 500.000 lượt đăng ký và hơn 134 triệu lượt xem.
Đến năm 2017 đạt được nhiều thành tựu rất lớn cả trong nước lẫn quốc tế, ca khúc anh tự sáng tác mang tên “Ngẫu Hứng”, gây bão mạng xã hội và trở thành hiện tượng âm nhạc trong thế giới game tại Trung Quốc.  trở thành một hiện tượng “gây bão” tại thị trường Trung Quốc với hơn 2 tỷ lượt stream trên nền tảng nghe nhạc tại thị trường Trung Quốc đạt được bàn luận suốt một khoảng thời gian dài trên các trang mạng xã hội về âm nhạc lớn nhất của Trung Quốc. Đứng đầu bảng xếp hạng âm nhạc điện tử trên nền tảng nghe nhạc Trung Quốc (trong suốt 15 tháng theo NETEASE Music).
Song cũng chính năm 2017, việc tham gia cuộc thi The Remix New Generation và xuất sắc trở thành quán quân cuộc thi năm đó đã đưa nam Producer/DJ Hoaprox lên một tầm cao mới trong sự nghiệp. Anh tiếp tục tham gia loạt show diễn đình đám trong nước như: The Chainsmokers "Do Not Open" Vietnam Tour, Fun Beach Festival, Countdown Ho Chi Minh 2017. Sau đó Hoaprox còn tham gia tour lưu diễn tại Thái Lan (Viral Festival Asia, White Castle Music Festival).

### 2018-nay: Hành trình mang âm nhạc Việt Nam ra thế giới
Năm 2018, Hoaprox đạt được thành tựu quốc tế đầu tiên trong sự nghiệp khi ca khúc “I Can’t Find You” của anh nằm ngay vị trí đầu tiên trong album "Electric Asia Vol.2: The Best New Hit from Asia" được phát hành bởi Billboard vào đầu tháng 10 năm đó. Cũng chính vào năm 2018, Hoaprox kết hợp với nữ ca sĩ Xesi. “gây bão” làng nhạc Việt với bản hit “Vô Tình”. Cuối năm 2018, Hoaprox bắt tay trong dự án nhạc phim “Hồn Papa Da Con Gái” của nhà sản xuất Charlie Nguyễn.
Vào tháng 10 năm 2018, Hoaprox nhận được lời mời tham dự ADE (Amsterdam Dance Event), Hà Lan và được mời tham dự với tư cách Headliner tại HCMC Countdown Festival by Billboard.
Năm 2019, Hoaprox hợp tác với Producer/DJ quốc tế MakJ ra mắt sản phẩm “Tug Of War” được phát hành trên toàn thế giới cùng sản phẩm gần nhất gây tiếng vang trong cộng đồng giới trẻ với “Nơi Em Muốn Tới”. Vào tháng 4 năm 2019, Hoaprox trở thành nghệ sĩ Việt duy nhất trình diễn trên sân khấu Sundown Music Festival tại “đảo quốc” Singapore cùng với các nghệ sĩ hàng đầu châu Á.
Tháng 7 năm 2019, Hoaprox tiếp tục mang về niềm tự hào cho Việt Nam khi thông báo đã ký hợp đồng với hãng thu âm nhạc điện tử lớn nhất thế giới hiện nay là Spinnin’s Records và Dharma Worldwide (công ty con của Spinnin’ Records do chính Producer/DJ người Mỹ gốc Ấn KSHMR thành lập).
Trong những ngày chập chững vào nghề, Hoaprox từng mơ sẽ tạo ra 1 bài hát được nhiều người yêu thích, được nằm trên các bảng xếp hạng nhạc Việt Nam. Thậm chí, anh từng mơ ước sản phẩm của mình được phát hành ở quốc tế. Khi ấy có những người nói với anh rằng: "Mày nghĩ mày là ai mà đòi làm được những chuyện như vậy?" và sau nhiều năm nỗ lực hết sức mình, anh đã chứng tỏ được tài năng của mình thông qua loạt các bản hit, hợp tác với các tên tuổi và sân chơi quốc tế và thậm chí các sản phẩm của anh xuất hiện ở nhiều bảng xếp hạng trong và ngoài nước – Đó cũng chính là câu trả lời rõ ràng nhất cho những người đã hoài nghi về thực lực của anh. Hoaprox chia sẻ thêm “Không dám ước mơ thì khi nào mới hoàn thành”.
Những năm gần đây, Hoaprox còn hợp tác với các thương hiệu lớn như thương hiệu thời trang Giordano, Skechers, cùng Tiki, Shopee, VTC, Maccallan (The M Club Event), v.v...

## Phong cách nghệ thuật/Thể loại âm nhạc
Được mệnh danh là “Golden Boy” của EDM Việt Nam, Hoaprox có khả năng chơi nhiều thể loại nhạc điện tử khác nhau như: Progessive House, Future Bass, Trap, Big Room, Bounce, Dubstep, Nudisco, Future House, v.v chiếm được nhiều tình cảm của người hâm mộ, đặc biệt là cộng đồng EDM/Underground/Indie.
Năm 2015, Hoaprox ra mắt các sản phẩm “S.K.Y.Prox”, “Wildlife” kết hợp với Cao Bá Hưng và thành công vang dội qua bản hit “Ngẫu Hứng".
Năm 2016, anh tiếp tục ra mắt EP “ LOVE “ bao gồm các ca khúc “Lov3 (Be Strong)” kết hợp với Bel Red, “IM IS SU” và “Wating For You” (Origiral Mix) và sản phẩm Remix “Yêu Một Người Có lẽ” của bộ đôi Lou Hoàng, Miu Lê.
Năm 2017: “Cold Heart” hợp tác sản xuất với NGO và kết hợp giọng ca Aviella, “By My Side”, “Tears III” kết hợp với Celine Farach, “Feel So Good” kết hợp với Curtis Clark Jr và “Mandala” kết hợp với Robin Hustin và Remix bản hit “Yêu 5” của nam ca sĩ Rhymastic.
Năm 2018, có thể nói là một năm gặt hái được nhiều thành công nhất của anh qua bản hit “Vô Tình” kết hợp với Xesi, “I CAN'T FIND YOU”, OST “Ký Ức (The Memories)”, “Get Highhh” kết hợp giọng ca Goll và sản phẩm Remix bản hit “Bùa Yêu” của nữ ca sĩ Bích Phương, “Người Lạ Ơi!” của Superbrothers, Karik và Orange.
Năm 2019, Hoaprox hợp tác với Producer quốc tế MakJ với “Tug Of War” và sản phẩm gần nhất kết hợp cùng với nữ ca sĩ Xesi lại một lần nữa gây tiếng vang trong cộng đồng giới trẻ “Nơi Em Muốn Tới”.

## Hợp tác sản xuất nhạc phim
Cuối năm 2018, Hoaprox bắt tay trong dự án nhạc phim Hồn papa da con gái của nhà sản xuất Charlie Nguyễn và hãng phim Chánh Phương, đạo diễn Ken Ochiai thực hiện. Ca khúc mang tựa đề “Ký Ức” (The Memorries).
Đoạn nhạc xuất hiện trong cảnh cao trào nhất và quan trọng nhất của bộ phim “Hồn Papa Da Con Gái”. Âm nhạc của Hoaprox đã làm được một điều bứt phá, dẫn dắt người xem chạm đến đỉnh điểm cảm xúc.

## Những hoạt động nổi bật trong nước
Ngoài danh hiệu “DJ trẻ tuổi nhất trở thành quán quân The Remix New Generation 2017” thì nam Producer/DJ Hoaprox còn được khán giả trong nước biết đến qua loạt hit đình đám như “Vô Tình” “Nơi Em Muốn Tới” kết hợp với nữ ca sĩ trẻ Xesi, “Ngẫu Hứng”, “I CANT FIND YOU” “Waiting For You”, v.v
Bên cánh đó, nam Producer/DJ Hoaprox còn chứng tỏ tài năng qua loạt các chương trình/show diễn lớn trong nước có thể kể đến là:
Năm 2016, Hoaprox luôn là DJ đồng hành cùng chuỗi lễ hội âm nhạc đình đám nhất hiện tại - TIGER REMIX FESTIVAL và chuỗi lễ hội âm nhạc mùa hè được mong chờ nhất năm - FUN BEACH FESTIVAL qua các mùa.
Năm 2017, anh được chọn tham gia với tư cách nghệ sĩ mở màn tour diễn của bộ đôi nghệ sĩ nổi tiếng The Chainsmokers tại Việt Nam với tên gọi THE CHAINSMOKERS “DO NOT OPEN” TOUR 2017.
Cuối năm 2018, anh được mời tham dự với tư cách Headliner tại HCMC Countdown Festival - THE LIGHT 2019 by Billboard,
Năm 2019, anh là headliner và cố vấn âm nhạc tại Sunspiration City Festival 2019 cùng với DJ huyền thoại quốc tế Chuckie, Vietnam Motor Festival 2019, Color Me Run 2019.

## Những hoạt động nổi bật quốc tế
Tính đến thời điểm hiện tại, DJ/Producer Hoaprox là nghệ sĩ Việt (dòng nhạc EDM) có sức lan tỏa mạnh mẽ đối với cộng đồng yêu âm nhạc quốc tế, không chỉ với khán giả châu Á (Việt Nam, Trung Quốc, Hàn Quốc, Nhật Bản, Phillipines, Singapore, Thái Lan, Myanmar) mà còn ở nhiều quốc gia khác trên thế giới (Hoa Kỳ, Úc, Canada, Pháp, Đức, Anh)

### Hợp tác quốc tế
Tháng 3 năm 2019, Hoaprox bất ngờ tung ra ca khúc “Tug Of War” một dự án kết hợp với Producer người Mỹ MakJ – Năm 2014, MakJ được tập chí DJMAG uy tín xếp hạng 63 trong số 100 DJ trên khắp thế giới.
Hoaprox bắt tay với nam DJ quốc tế không chỉ là niềm tự hào đối với người hâm mộ mà còn là tín hiệu tươi sáng cho thấy thế giới đang ngày càng chú ý đến nền âm nhạc của Việt Nam nhiều hơn.
Tháng 7 năm 2019, Hoaprox tiếp tục mang về niềm tự hào cho Việt Nam khi thông báo đã chính thức ký hợp đồng với hãng thu âm nhạc điện tử lớn nhất thế giới hiện nay là Spinnin’ Records và Dharma Worldwide (công ty con của Spinnin’ Records do chính Producer/DJ người Mỹ gốc Ấn KSHMR thành lập).

### Các show diễn quốc tế
Năm 2017, Hoaprox vinh dự trở thành Headliner ở cả trong nước và quốc tế. Khi trở thành nghệ sĩ khách mời quốc tế tại VIRAL FESTIVAL ASIA 2017 và WHITE CASTLE MUSIC FESTIVAL, Route66 Night Club, Insanity Club.
Năm 2018, Hoaprox nhận được lời mời tham dự ADE 2018 (Amsterdam Dance Event - sự kiện âm nhạc điện tử lớn nhất thế giới Amsterdam, Hà Lan) (link: https://www.amsterdam-dance-event.nl/) và là khách mời trong một workshop cho Producer tại đây.
Năm 2019, anh được mời tham dự Skechers Sundown Festival tại “Đảo quốc” Singapore và đồng thời là nghệ sĩ Việt duy nhất tính đến thời điểm hiện tại có được vinh dự này

## Sản phẩm nổi bật
| Năm  | Tựa đề                         | Nghệ sĩ kết hợp                 | Chi tiết                        |
| ---- | ------------------------------ | ------------------------------- | ------------------------------- |
| 2015 | S.K.Y.Prox                     |                                 | Phát hành: 16 tháng 7 năm 2015  |
| 2015 | Wildlife                       | Cao Bá Hưng                     | Phát hành: 19 tháng 10 năm 2015 |
| 2015 | Ngẫu Hứng                      |                                 |                                 |
| 2016 | Lov3 (Be Strong)               | Bel Red                         | Phát hành: 23 tháng 4 năm 2016  |
| 2016 | I MISS U                       |                                 | Phát hành: 17 tháng 4 năm 2016  |
| 2016 | Waiting For You (Original Mix) |                                 | Phát hành: 11 tháng 4 năm 2016  |
| 2017 | Cold Heart                     | NGO ft Aviella                  | Phát hành: 2 tháng 4 năm 2017   |
| 2017 | By My Side                     |                                 | Phát hành: 19 tháng 5 năm 2017  |
| 2017 | Tears III                      | Celine Farach                   | Phát hành: 21 tháng 8 năm 2017  |
| 2017 | Feel So Good                   | Curtis Clark Jr                 | Phát hành: 16 tháng 6 năm 2017  |
| 2017 | Mandala                        | Robin Hustin                    | Phát hành: 26 tháng 8 năm 2017  |
| 2017 | Yêu 5 (Remix)                  |                                 | Phát hành: 14 tháng 2 năm 2017  |
| 2018 | Vô Tình                        | Xesi                            | Phát hành: 21 tháng 9 năm 2018  |
| 2018 | I CAN’T FIND YOU               |                                 | Phát hành: 5 tháng 10 năm 2018  |
| 2018 | Ký Ức (The Memories)           |                                 | Phát hành: 28 tháng 12 năm 2018 |
| 2018 | BUA YEU (Remix)                |                                 | Phát hành: 14 tháng 5 năm 2018  |
| 2018 | Người Lạ Ơi! (Remix)           |                                 | Phát hành: 12 tháng 1 năm 2018  |
| 2018 | Get Highhh                     | Goll                            | Phát hành: 2 tháng 6 năm 2018   |
| 2019 | Tug Of War                     | DJ MakJ                         | Phát hành: 13 tháng 3 năm 2019  |
| 2019 | Nơi Em Muốn Tới                | Xesi                            | Phát hành: 24 tháng 5 năm 2019  |
| 2019 | Đi Đu Đưa Đi (Remix)           |                                 | Phát hành: 31 tháng 8 năm 2019  |
| 2020 | Là 1 Thằng Con Trai            | Jack                            | Phát hành: 10 tháng 3 năm 2020  |
| 2020 | New World                      | Rogue                           | Phát hành: 30 tháng 5 năm 2020  |
| 2020 | Thank you hero                 | Xesi, Văn Võ Ngọc Nhân (Bo Bắp) | Phát hành: 10 tháng 9 năm 2020  |
| 2020 | With you                       | Nick Strand, MIO                | Phát hành: 25 tháng 9 năm 2020  |
| 2021 | Về Nhà Thôi Nhé Con            | Nguyễn Hữu Kha                  | Phát hành: 11 tháng 2 năm 2021  |
| 2021 | Tình Bạn Diệu Kỳ (Remix)       |                                 | Phát hành: 19 tháng 2 năm 2021  |
| 2022 | Chờ Một Dòng Tin Nhắn          | Dang Minh                       | Phát hành:12 tháng 1 năm 2022   |
| 2022 | Anh Ơi Có Biết                 | Linh Cáo, Dang Minh             | Phát hành:15 tháng 7 năm 2022   |
| 2022 | Addicted                       |                                 | Phát hành:18 tháng 8 năm 2022   |
| 2022 | Unbreakable                    | Bianca                          | Phát hành: 30 tháng 9 năm 2022  |
| 2022 | Rise As One                    | Dang Minh                       | Phát hành: 5 tháng 10 năm 2022  |
| 2023 | Xe Đạp                         | Dang Minh, CONTREKZ             | Phát hành: 29 tháng 3 năm 2023  |
| 2023 | Bloom                          |                                 | Phát hành: 1 tháng 4 năm 2023   |
| 2023 | You & Me Alone                 | Dang Minh, Dex                  | Phát hành: 8 tháng 4 năm 2023   |
| 2023 | Horizon (Remix)                | CONTREKZ                        | Phát hành: 22 tháng 4 năm 2023  |
| 2023 | Aurora                         | Dang Minh                       | Phát hành: 29 tháng 4 năm 2023  |
| 2023 | Lần Cuối (Newtro)              | Dang Minh, Dex                  | Phát hành: 6 tháng 5 năm 2023   |
| 2023 | Get Highhh (Remix)             | Goll, Tezzy                     | Phát hành: 13 tháng 5 năm 2023  |
| 2023 | Follow The Wind (Remix)        | Micky Lr, nghibe                | Phát hành: 20 tháng 5 năm 2023  |
| 2023 | NÓNG! Hông Làm Quá             | Gill, Pháo, Độ Mixi             | Phát hành: 14 tháng 7 năm 2023  |
| 2023 | Blossom                        |                                 | Phát hành: 2 tháng 11 năm 2023  |
| 2024 | Die Alone                      | K-391, Nick Strand              | Phát hành: 22 tháng 3 năm 2024  |
| 2024 | Có Khi Nào                     | Tọi, Huỳnh Tú                   | Phát hành: 8 tháng 8 năm 2024   |

## Thành tựu
- Quán quân The Remix New Generation 2017
- 01 Đề cử giải Nghệ sĩ mới của năm Lan Song Xanh Music Awards 2018[7]
- 01 Đề cử giải Ca khúc Dance/ Electronic được yêu thích Zing Music Awards 2018[8]
- 01 Đề cử giải DJ/ Producer xuất sắc nhất Keeng Music Awards 2018[9]
- Nút Bạc YouTube (Hiện nay đã hơn nửa triệu lượt đăng ký)
- Ca khúc “Ngẫu Hứng” đạt hơn 2 tỷ lượt stream trên nền tảng nghe nhạc NETEASE (Trung Quốc)
- Ca khúc “I Can’t Find You” được xếp vị trí đầu tiên trong album "Electric Asia Vol.2: The Best New Hit from Asia" được phát hành bởi Billboard năm 2018.[10]